# Церипашина
Церипашина (мкд. Церипашина) је један од врхова Шар-планине на истоименој планини Церипашина у северозападном делу Републике Северна Македонија. До испод самог врха  високог 2.525 метара, води жичара под називом „Сини врх (Церипашина)” дуга 2.400 m од које се спушта истоимена скијашка стазе на којој се одржава традиционални Шарпланински скијашки куп.

## Географија
Планина Церипашина се налази на Шар-планини смештеној на граници Србије, Северне Македоније и Албаније, која по по својим основним морфотектонским особинама, припада Шарско-пиндском планинском систему, односно Динаридима. Карактерише је пространо било, чија дужина по хоризонталној пројекцији износи 80 до 85 км, односно територијално од Качаничке клисуре на североистоку, са врхом Љуботен, па све до горњег тока Радике и Врутока на југу, територијално на тромеђи македонско-албанско-српске границе. Ширина ове планине које је од 20 до 25 км, заузима површину од преко 1.600 км².
Изнад пространог била диже се планински гребен (просечне висине 2.300 м), са бројним врховима (Бакардан 2.700 м, Мали Турчин 2.701 м и Титов врх 2.748 м, који су највиши врхови на Шар-планини и уједно спадају међу највише врхове Балканког полуострва), и преседлинама, по којима гребен ове планине ствара утисак јаке назупчености.
Орографски Шар-планина се пружа у два правца. Део била од Љуботена до Караниколе пружа се правцем североисток - југозапад, док други део, од Караниколе до горњег тока Радике и Врутока правцем север - југ. Овај други део је знатно разуђенији, па поједини делови стварају утисак засебне целине (средишњи део са Титовим врхом), и као такви носе локалне називе: Бродска планина, Рудока, Враца, Радика планина итд.
Испод самог гребена Шар-планине леже бројни циркови, у којима су се сместила многа прелепа ледничка језера, позната и као Горске очи, док су испод циркова формиране дубоко усечене валовске долине, која најчешће представљају изворишта многих река.
- Врх Церипашина са Орловом Стеном у подножју
- Поглед на планину Церипашина из Попове Шапке (лети)
- Поглед на планину Церипашина из Попове Шапке (зими)

Посматрано са југоисточне (македонске) стране ова планина одаје слику питомости и поред високих кота изнад 2.700 м, овде доминирају зелени пашњаци, док је ситуација сасвим другачија на северозападној страни (Косовско-метохијској), где ова планина поприма Алпски карактер, показујући своју суровост кроз стрмо-стеновите падине периглацијалног и глацијалног рељефа.
У близини планине Церипашина и њеног истоименог врка, налазе се највиши врхови Шар-планине: Титов врх, Мали Турчин и Бакардан. Са врха Церипашина силази се на превој пре врха Бакардан, а онда се пење на Бакардан по каменитом и неравном терену.
Скијашки и туристички центар Попова Шапка налази се на источним падинама Церипашине.

### Клима
У погледу климе, Церипашина има занимљиву планинску климу коју карактеришу различите микро и макро климатске варијације, у којима метеоролошки елементи имају своје специфичне дневне и годишње осцилације. Просечна годишња температура је знатно нижа, а дневне и годишње флуктуације температуре су смањене и прилично ублажене. Просечна годишњу температура је од 5,3 °C и за 6 °C  . Због велике снаге зрачења снега, која је присутна дуже време у зимским и пролећним месецима, ваздух је изложен јаком хлађењу, и појави инверзије ваздуха, под чијим утицајем се температура не смањује с надморском висином, већ се повећава.
Просечна годишња количина падавина је преко 1.200 mm. Снежни покривач се јавља у просеку од октобра и траје непрекидно до априла, на вишим местима до маја и јуна, а постоје места где снег траје током целе године. Просечна висина снежног покривача током скијашке сезоне је 100 – 150 cm, а просечан број дана са снегом током године износи 135 дана, што је одличан услов за развој зимског туризма. Снежне лавине су ретке, али нису у потпуности искључене.
Махом превладавају ветрови са запада, југозапада и југоистока велике брзине, нарочито у зимским месецима. У смислу развоја зимског туризма, ветрови имају негативан ефекат, јер разносе снежни покривач. Бројни врхови који покривају падине смањују њихову брзину, што омогућава дуже задржавање снега.

### Биогеографске вредности
На Шар-планини постоји велики број реликтних врста, као што су: молика, муника, планински јавор, алпска ружа....